# Dofteana
Dofteana is een Roemeense gemeente in het district Bacău.

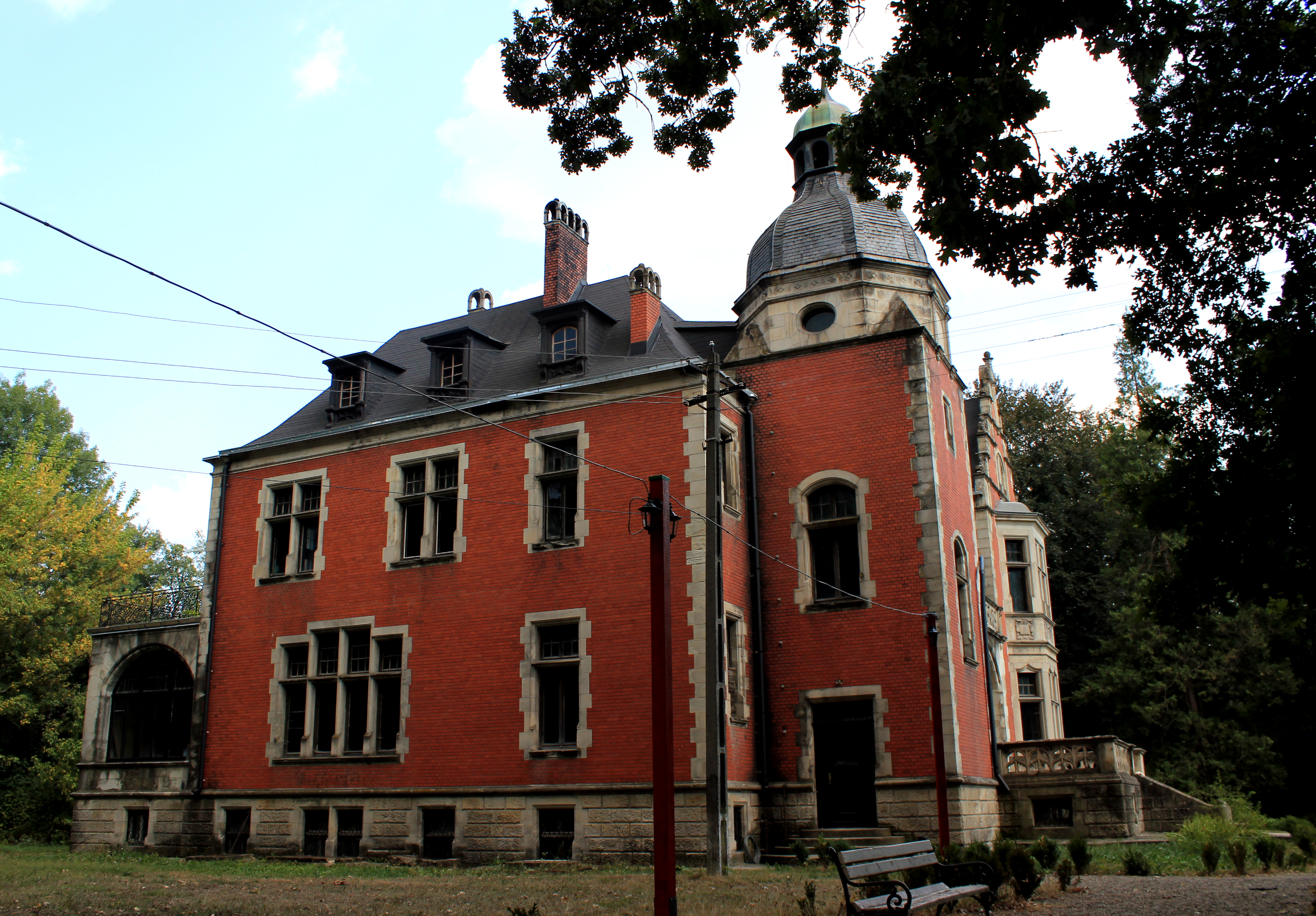
Gemeentehuis

Dofteana telt 11201 inwoners.